# Zelenay
Zelenayowie herbu Jastrzębiec II – polski ród szlachecki pochodzenia węgierskiego.

## Historia

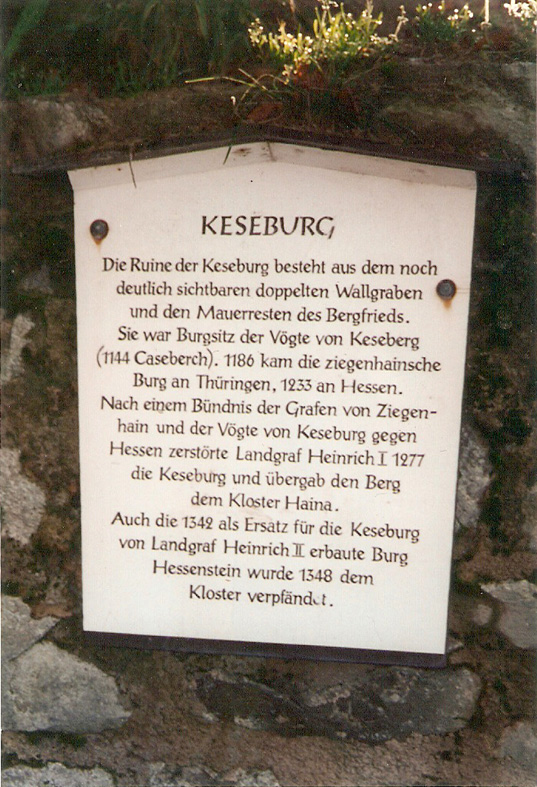
Tablica pamiątkowa ruin zamku Keseburg – 1144

Nazwisko Zelenay pochodzi od nazwy miejscowości „Zelenche” („Szerencse”), znajdującej się na północnym wschodzie Węgier, w komitacie Borsod-Abaúj-Zemplén. Według hipotezy stawianej przez dr Romana Zelenaya, słowackiego genealoga i badacza historii rodziny, małżeństwo jednego z antenatów rodu z Gertrudis von Itter pozwoliłoby odnaleźć przodków rodziny nawet w czasach Karola Wielkiego – w osobie Hiddi Hiddebolda – hrabiego Hassengau.
Zelenayowie spokrewnieni są z taki rodzinami jak książęta Mełech, baronowie von Keisenberg, baronowie Máriássy, baronowie Gordon czy rodem Zuccani di Bellano – starą włoską rodziną szlachecką wspominaną już w XII wiecznych herbarzach jako zamieszkującą okolice jeziora Como.
Na tereny wschodnich kresów Rzeczypospolitej Obojga Narodów przybyli pod koniec XVI wieku wraz z królem Stefanem Batorym.
W XVI wieku Zelenayowie rozdzielili się na dwie gałęzie – żyjącą na terenach obecnej Słowacji oraz zamieszkującą kresy Rzeczypospolitej.

### Pierwsze wzmianki o przodkach Zelenayów

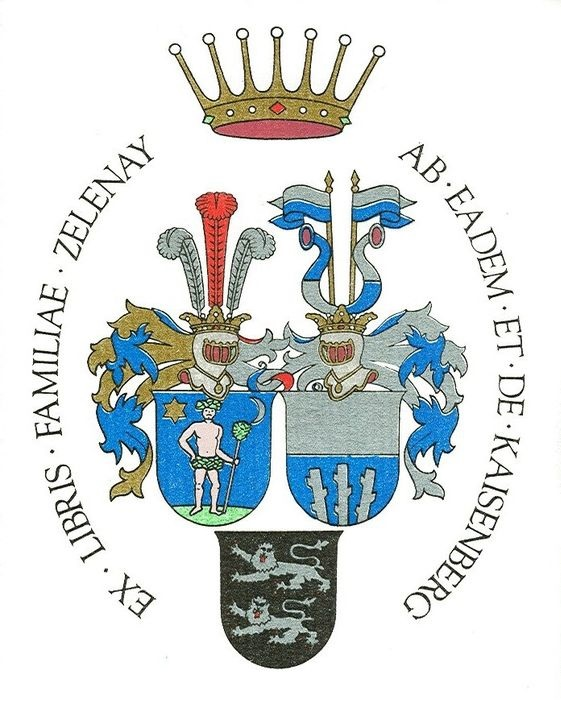
Herb łączony Zelenayów oraz Kaisenbergów

Pierwszymi przedstawicielami rodziny wymienionymi z imienia są żyjący w okolicach 850 r. Ed i Edumen (Edemen). Według „Gesta Hunganorum” XII wiecznego dzieła kronikarza Anonima opisującego historię powstania Królestwa Węgier, Ed oraz Edumen należeli do grupy siedmiu Kumańskich (lub kabarskich) książąt, którzy przysięgli wierność Almosowi, ojcu Árpáda.

„(…) po przybyciu na ziemie Ruthenów (Rusinów), dotarli do miasta Kijowa bez napotkania jakiegokolwiek oporu, a następnie przeszli przez Kijów, przekroczyli rzekę Dniepr i zapragnęli podbić ziemie Ruthenów. Wtedy książęta Ruthenów którzy dowiedzieli się o tym zamiarze zdjął wielkich strach, ponieważ słyszeli, że książę Álmos, syn Vgeka, pochodzi od króla Attyli, któremu to ich ojcowie płacili coroczny trybut. Książę Kijowa i jego dowódcy zebrali się na naradę i postanowili, że wydadzą bitwę Álmosowi ponieważ wolą zginąć walcząc niż dobrowolnie oddać własne ziemie i stać się wbrew swojej woli poddanymi księcia Álmosa. Książę Kijowa wysłał posłańców do siedmiu książąt kumańskich, jego najwierniejszych przyjaciół, z prośbą o pomoc. Tych siedmiu książąt, których imiona brzmiały – Ed, Edum, Etu, Bunger, Ousad, ojciec Ursuura, Boyta oraz Ketel, ojciec Oluptulma, którym towarzyszyły ich konne oddziały, przybyło niezwłocznie, aby w imię przyjaźni z księciem Kijowa stanąć zbrojnie przeciwko Álmosowi (…). Książę Álmos oraz jego dowódcy zgodzili się na propozycję książąt Ruthenów i zawarł z nimi pokój. Wówczas książęta Ruthenów, a konkretnie Kijowa i Suzdalu dali Álmosowi swoich synów jako zakładników, jak również wysłali mu 10 000 marek srebra, 1 000 koni z siodłami i uzdami dekorowanymi na Rutheńską modłę, ponadto 100 kumańskich chłopców oraz 40 wielbłądów objuczonych w niezliczone skóry gronostajów i norek oraz wiele innych podarków. Wówczas wspomniani wcześniej książęta Kumanów (…) widząc łaskawość, z jaką książę Álmos traktował Ruthenów stanęli przed jego obliczem, padli mu do stóp i z własnej woli poddali się jego władzy mówiąc: „Od tego dnia wybieramy ciebie na naszego pana i władcę aż do ostatniego pokolenia i tam, gdzie poprowadzi cię los, tam my pójdziemy za tobą”. To samo, co powiedzieli Álmosowi powtórzyli składając przysięgę w pogański sposób i w ten sam sposób Álmos i jego dowódcy związali się z nimi przysięgą. Następnie siedmiu książąt Kumanów razem ze swoimi żonami, synami oraz niezliczoną liczbą swoich poddanych zgodzili się przybyć do Panonii. (…) Ich potomkowie żyją do dnia dzisiejszego w różnych miejscach Węgier.”

Według kroniki „Gesta Hunnorum et Hunganorum” autorstwa żyjącego w XIII wieku najsłynniejszego węgierskiego kronikarza Szymona Kézai Ed i Edument byli w prostej linii potomkami Attyli oraz córki cesarza Honoriusza.

„Iste igitur Chaba filius Ethelæ est legitimus ex filia Honorii imperatoris Græcorum genitus, cui Edemen et Ed filii sui sunt vocati. Edemen autem, cum Hungari in Pannoniam secundario sunt reversi, cum maxima familia patris sui et matris introivit, nam mater eius de Corosminis orta erat. Ed vero in Scitia remansit apud patrem. Ex isto enim Chaba generation Abæ est egressa”.”
„Csaba był prawowitym potomkiem Attyli poprzez córkę greckiego imperatora Honoriusza. Csaba miał dwóch synów, Edemena i Eda. Edemen wkroczył do Panonii wraz z wielkim orszakiem jego matki i ojca kiedy Węgrzy powrócili po raz drugi, natomiast Ed pozostał w Scytii ze swoim ojcem. Csaba jest przodkiem klanu Aba.”

### Osiedlenie się przodków Zelenayów na terenie Węgier
Zgodnie z opisem Anonima zamieszczonym w „Gesta Hunganorum” Ed oraz Edumen otrzymali od księcia Árpáda liczne nadania ziem znajdujących się w pobliżu rzeki Takta, od których nazwy "Szerencs" pochodzi nazwisko "Zelenay".

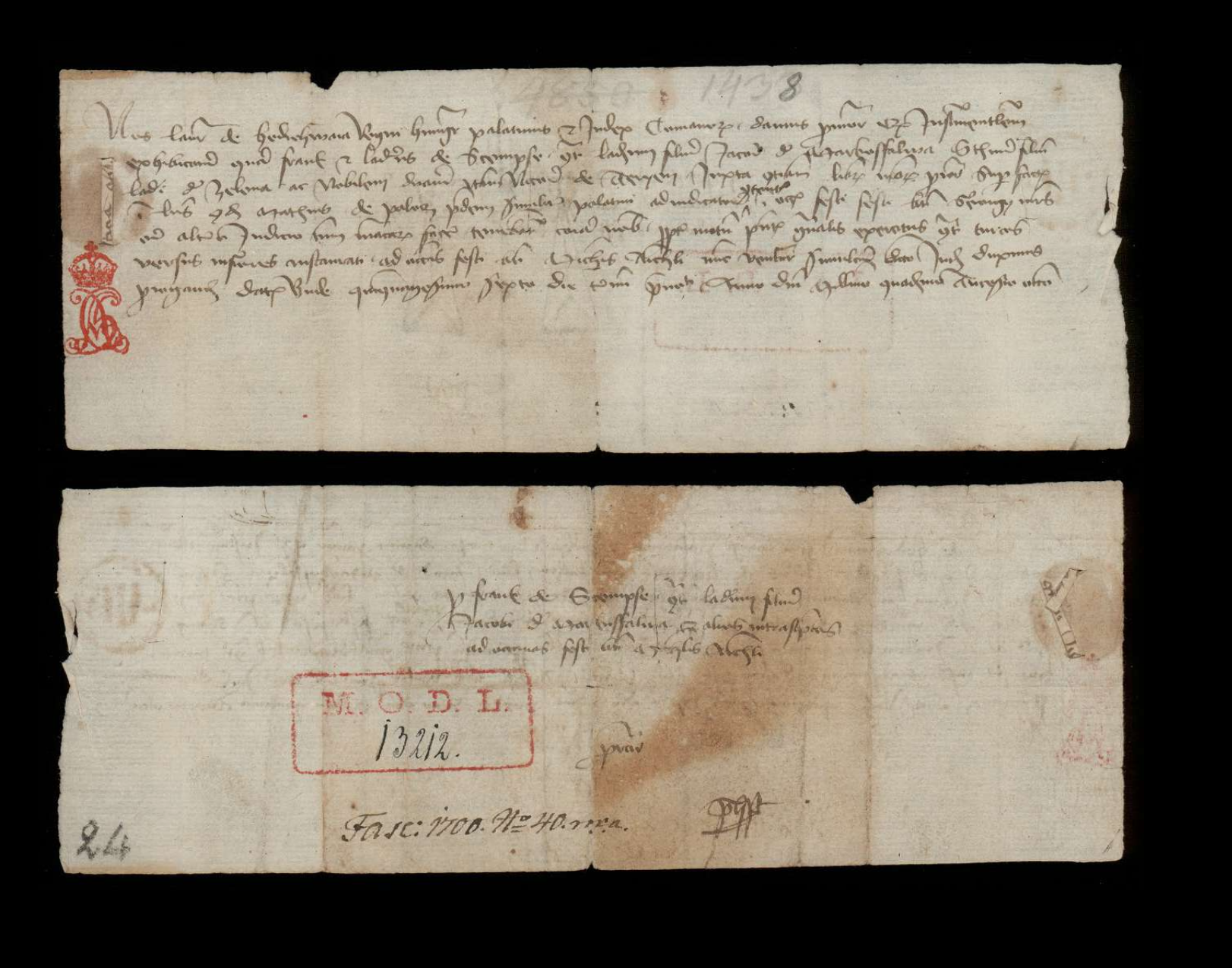
Dokument sporu Laszlo Zelenai z palatynem Lorincem Hedervari

„Książę Árpád wraz ze swoimi szlachcicami wymaszerował z zamku Ung i z wielką radością rozbił obóz za górą Tarcal na równinie rozciągającej się w pobliżu rzeki Takta, w pobliżu góry Szerencs i, spoglądając z góry na piękno tych ziem nazwali je „szczęściem”, co brzmiało w ich języku „szerelmes”, ponieważ pokochali je tak bardzo, że do dnia dzisiejszego nosi nazwę „Szerencse”, od słowa „szerelem”. Tam książę Árpád i jego dowódcy razem ze wszystkim jego ludźmi, nie bacząc na znój, wznieśli dla siebie domy w których odpoczywali i pozostali tam kilka dni kiedy dokonywali podboju okolicznych terenów aż po rzekę Sajo i Solivar. Tam, w pobliżu rzeki Takta, niedaleko lasów Árpád nadał Edowi i Edumenowi wiele ziem wraz z zamieszkującymi je poddanymi. Ich potomkowie, dzięki boskiej łasce, okazali się godni ich posiadania aż do dnia dzisiejszego”.

### Zelenayowie w średniowiecznych dokumentach
We wczesnośredniowiecznych dokumentach Zelenayowie występują jako „de Zelen”, „de Szelen”, „Zelenai”, „Zelena”, „Zerenche” czy „Zelenche”. Od początku XIV wieku Zelenayowie pisali się „z Bélszeg” (dzisiejszy Banatski Sokolac na granicy Serbii i Rumunii), co najprawdopodobniej świadczy o otrzymaniu przez Zelenayów istotnych nadań w tym rejonie oraz przeniesienie tamże politycznej i gospodarczej aktywności rodziny. Zelenayowie posiadali ziemie rozsiane po całym terytorium Królestwa Węgier, jak również dzisiejszej Słowacji czy Serbii. Miejscowości związane z Zelenayami to między innymi Dolné Zelenice i Horné Zelenice (notowane w kronikach od IX wieku pod nazwą „Zela”, „Zelene” na Słowacji, Egyek na Węgrzech czy Belszeg na terenie dzisiejszej Serbii).

### Znani Zelenayowie
- Ed i Edumen – pierwsi przedstawiciele rodziny Zelenayów wymieniani w dokumentach, żyjący w okolicach 850 – 900 r.[10]

- Danko Zelenyai (1286) – królewski namiestnik w Klobušicach[11].
- Stephanus Zelenyai (1366) – królewski namiestnik w Klobušicach[12].
- András Zelenay (1391) – właściciel[13] Egyek.
- Elyas de Zelenya (Zelenyai) (1406) – vicecomes Szabolcs[14].

- Gergely Zelenay de Bélszeg (1453) – królewski generał („királyi hadvezér”) Węgierskiej Czarnej Armii, dowódca huzarów króla Macieja Korwina („Capitaneus Hwzaronum”)[15][16].

- László Zelenay (1550) – dowódca zamku w Egerze[17]

- Jan Zelenay (ur. 1611) – urzędnik cesarski, 25 maja 1668 odebrał potwierdzenie szlachectwa od cesarza Leopolda I Habsburga na zamku Laxenburg[18].

- Ludwik Zelenay (ur. 1670) – posiadacz ziemski.
- Jan Jósef Zelenay (ur. 1730) – profesor prawa na Uniwersytecie w Peczu[19].
- Ferdynand Zelenay (ur. 1839) – kompozytor, dyrygent Opery Kijowskiej.
- Adolf Stanisław Zelenay (ur. 11 lipca 1895 w Uljanówce, zm. 13 czerwca 1976 w Otwocku) – pseudonim „Marek”, komandor podporucznik marynarki, członek Komendy Głównej Armii Krajowej, oficer „Wydziału Alfa” Marynarki Wojennej. Od 1916 oficer gwardii przybocznej cara Mikołaja II. Po internowaniu Romanowów za oddanie honoru rodzinie carskiej skazany przez Rewolucyjny Sąd Wojskowy na karne odesłanie na front. W 1944 uczestnik Powstania Warszawskiego[20].

- Władysław Zelenay (ur. 14 grudnia 1898 w Berdyczowie) – podczas II Wojny Światowej stał na czele organizacji podziemnej działającej w Brześciu. Na początku 1943 pojmany, torturowany oraz rozstrzelany przez Gestapo wraz ze starszym synem Stefanem, również członkiem ruchu oporu. Od 1939 udzielał schronienia osobom poszkodowanym przez zawieruchę wojenną (m.in. Marii Rodziewiczównie)[21].

- Eugeniusz Zelenay (ur. 7 lutego 1906 w Berdyczowie) – członek Tajnej Organizacji Nauczycielskiej kształcącej młodzież podczas okupacji niemieckiej w okresie II Wojny Światowej[22].

- Zygmunt Zelenay (ur. 1910 w Berdyczowie, zm. 1998 w Warszawie) – magister inżynierii lądowej, członek konspiracji w okresie II Wojny Światowej. Odznaczony Srebrnym Krzyżem Kawalerskim Orderu Odrodzenia Polski[23].

- Tadeusz Zelenay (ur. 2 maja 1913 w Kijowie, zm. 14 października 1961 we Wrocławiu) – poeta, prozaik, tłumacz. Brał udział w Powstaniu Warszawskim, wywieziony do obozu jenieckiego w Sandbostel pod Bremą (Niemcy). Odznaczony Złotym Krzyżem Zasługi. Jedna z ulic Wrocławia została nazwana jego imieniem.
- Tadeusz Zygmunt Zelenay ps. „Janczar” (ur. 30 lipca 1922, zm. 2 marca 1988) – członek Komendy Głównej Armii Krajowej Oddziału VI Biura i Propagandy, uczestnik Powstania Warszawskiego.
- Gabo Zelenay(inne języki) (1922–2003) – czechosłowacki i słowacki komentator sportowy.
- Anna Zelenay (ur. 3 marca 1925 w Łucku, zm. 18 września 1970 w Warszawie) – polska poetka, żona Tadeusza Zelenay, propagatorka kultury kłodzkiej.
- Andrzej Zelenay (ur. 26 lipca 1927 w Warszawie, zm. 3 października 2011 w Warszawie) – syn Władysława Zelenaya, podczas II Wojny Światowej więziony przez Gestapo w Twierdzy Brzeskiej, po 1950 piłkarz Polonii Warszawa. W 1952 zdobywca Pucharu Polski. Trzykrotnie w kadrze reprezentacji Polski. Na jego cześć w Skierniewicach odbywa się Memoriał Andrzeja Zelenaya.
- dr Roman Zelenay(inne języki) (ur. 8 kwietnia 1942 w Bánovce) – wiceminister spraw zagranicznych Słowacji[24].